# تپه دین
تپه دین مربوط به دوران‌های تاریخی پس از اسلام است و در شهرستان سیمرغ، روستای دینه‌سر واقع شده و این اثر در تاریخ ۱ مهر ۱۳۸۲ با شمارهٔ ثبت ۱۰۲۷۵ به‌عنوان یکی از آثار ملی ایران به ثبت رسیده است.